# Теория массового обслуживания
Теория массового обслуживания, или теория очередей (англ. queueing theory), — раздел теории вероятностей, целью исследований которого является рациональный выбор структуры системы обслуживания и процесса обслуживания на основе изучения потоков требований на обслуживание, поступающих в систему и выходящих из неё, длительности ожидания и длины очередей. В теории массового обслуживания используются методы теории вероятностей и математической статистики.

## История
Теорию потока однородных событий, которая легла в основу теории массового обслуживания, разработал советский математик А. Я. Хинчин.
Первые задачи теории массового обслуживания (ТМО) были рассмотрены сотрудником Копенгагенской телефонной компании, ученым Агнером Эрлангом, в период между 1908 и 1922 годами. Стояла задача упорядочить работу телефонной станции и заранее рассчитать качество обслуживания потребителей в зависимости от числа используемых устройств.
Имеется телефонный узел (обслуживающий прибор), на котором телефонистки время от времени соединяют отдельные номера телефонов друг с другом. Системы массового обслуживания (СМО) могут быть двух видов: с ожиданием и без ожидания (то есть, с потерями). В первом случае вызов (требование, заявка), пришедший на станцию в момент, когда занята нужная линия, остается ждать момента соединения. Во втором случае он «покидает систему» и не требует внимания СМО.
Системы массового обслуживания представляют собой эффективный математический инструмент для исследования широкого круга реальных социально-экономических и демографических процессов.

## Поток

### Однородный поток
Поток заявок однороден, если:
- все заявки равноправны,
- рассматриваются только моменты времени поступления заявок, то есть факты заявок без уточнения деталей каждой конкретной заявки.

### Поток без последействия
Поток без последействия, если число событий любого интервала времени ({\displaystyle t}, {\displaystyle t+x}) не зависит от числа событий на любом другом не пересекающемся с нашим ({\displaystyle t}, {\displaystyle t+x}) интервале времени.

### Стационарный поток
Поток заявок стационарен, если вероятность появления n событий на интервале времени ({\displaystyle t}, {\displaystyle t+x}) не зависит от времени {\displaystyle t}, а зависит только от длины {\displaystyle x} этого участка.

### Простейший поток
Однородный стационарный поток без последействий является простейшим, потоком Пуассона.
Число {\displaystyle n} событий такого потока, выпадающих на интервал длины {\displaystyle x}, распределено по Закону Пуассона:
{\displaystyle P(n,x)={\frac {(\lambda x)^{n}e^{-\lambda x}}{n!}}.}
Пуассоновский поток заявок удобен при решении задач ТМО.
Строго говоря, простейшие потоки редки на практике, однако многие моделируемые потоки допустимо рассматривать как простейшие.

### Нормальный поток
Стационарный поток без последействий, для которого интервалы между событиями распределены по нормальному закону, называется нормальным потоком: {\displaystyle f(t)={\frac {1}{{\sqrt {2\pi }}\sigma _{t}}}\exp {-{\frac {1}{2}}\left({\frac {t-m_{t}}{\sigma _{t}}}\right)^{2}}}.

### Поток Эрланга
Потоком Эрланга {\displaystyle k}-го порядка называется стационарный поток без последействий, у которого интервалы между событиями представляют собой сумму {\displaystyle k+1} независимых случайных величин, распределенных одинаково по экспоненциальному закону с параметром {\displaystyle \lambda }. При {\displaystyle k=0} поток Эрланга является простейшим потоком.
Плотность распределения случайной величины T-интервала между двумя соседними событиями в потоке Эрланга {\displaystyle k}-го порядка равна: {\displaystyle f_{k}(t)={\frac {\lambda (\lambda t)^{k}}{\Gamma (\alpha )}}\exp {-\beta t}}, {\displaystyle t>0,\alpha \geqslant 1}.

### Гамма-поток
Гамма-потоком называется стационарный поток без последействий, у которого интервалы между событиями представляют собой случайные величины, подчиненные гамма-распределению с параметрами {\displaystyle \alpha } и {\displaystyle \beta }: {\displaystyle f(t)={\frac {\beta ^{\alpha }t^{\alpha -1}}{k!}}\exp {-\lambda t}}, {\displaystyle t>0}, где {\displaystyle \Gamma (\alpha )=\int _{0}^{\infty }x^{\alpha -1}\exp {-x}dx}.
При {\displaystyle \alpha =k+1} гамма-поток является потоком Эрланга {\displaystyle k}-го порядка.

## Мгновенная плотность
Мгновенная плотность (интенсивность) потока равна пределу отношения среднего числа событий, приходящихся на элементарный интервал времени ({\displaystyle t}, {\displaystyle t+x}) к длине интервала ({\displaystyle x}), когда последний стремится к нулю.
{\displaystyle \lambda (t)=\lim _{x\to 0}\left({\frac {M(t+x)-M(t)}{x}}\right)}
или, для простейшего потока,
{\displaystyle \lambda ={\frac {M(x)}{x}},}
где {\displaystyle M(x)} равно математическому ожиданию числа событий на интервале {\displaystyle x}.

## Формула Литтла
{\displaystyle N^{*}=\lambda T.}
Среднее число заявок в системе равно произведению интенсивности входного потока на среднее время пребывания заявки в системе.